# 보스 따님과 돌보미

보스 따님과 돌보미(일본어: 組長娘と世話係)는 츠키야가 원작한 일본의 만화이다. 웹 코믹 착신 사이트 『코믹 라이드 픽시브』에서 2018년 6월 5일부터 연재 후, 2020년 5월부터 『코믹 ELMO』로 이적해 연재 중. 2021년 12월 현재 누계 발행 부수는 67만 부를 돌파하고 있다. TV 애니메이션은 	feel.과 GAINA에서 만들어 2022년 7월 7일부터 9월 22일까지 도쿄 MX 등에서 방영했다.

## 줄거리
사쿠라기 조의 젊은 우두머리 키리시마 토오루는 곧 폭력으로 일을 처리한다고 해서 「사쿠라기 조의 악마」로 불렸다. 어느 날, 조장 사쿠라기 카즈히코에게 불려간 키리시마는 사쿠라기의 외동딸인 야에카의 「돌봄 담당」을 명받는다.